# خشکیدگی
خشکیدگی (به انگلیسی: Aridification) فرایندی است که بر اثر آن یک منطقه به‌طور فزاینده خشک و بایر می‌شود. این اصطلاح به تغییر بلندمدت اشاره دارد نه نوسان فصلی یا سالانه بارندگی.
خشکیدگی اغلب بر اساس کاهش متوسط رطوبت خاک اندازه‌گیری می‌شود و عامل آن ممکن است طبیعی یا عوامل مردم‌زاد مانند تغییر اقلیم، کاهش بارندگی، افزایش تبخیر، افت سطح ایستابی یا کاهش پوشش گیاهی باشد.
مهم‌ترین و عمده‌ترین نتایج خشکیدگی شامل کاهش تولیدات کشاورزی، تخریب خاک، تغییرات زیست‌بوم و کاهش رواناب در حوضه‌های آبخیز است.